# Deportivo Toluca Fútbol Club
Deportivo Toluca Fútbol Club S.A. de C.V., também conhecido como Club Deportivo Toluca, é um time de futebol profissional que atualmente participa da Primeira Divisão Mexicana. Foi fundado oficialmente em 12 de fevereiro de 1917 por um patronato liderado pelos irmãos Manuel e Francisco Henkel Bross, e Román Ferrat Alday. Sua sede está localizada na cidade de Toluca, Estado do México, jogando seus jogos em casa no Estádio Nemesio Díez, também conhecido como "La Bombonera".
Ao longo da história do futebol mexicano, o Deportivo Toluca se tornou o terceiro time de futebol com mais títulos conquistados na Primeira Divisão Mexicana com um total de 11 títulos, ficando atrás do Club América com 16 e do Club Deportivo Guadalajara com 12. Torneios em 1996, e ao longo de sua história, o Deportivo Toluca também conquistou vários títulos nacionais e internacionais como a Copa México em 2 ocasiões, o Campeão dos Campeões em 4 ocasiões e a Liga dos Campeões da CONCACAF em 2 ocasiões, que se soma aos títulos obtidos em sua etapa amadora como o Campeonato Estadual Mexiquense que conquistou 14 vezes.
Por outro lado, apesar de ser um dos times mais antigos do México, com mais de 100 anos de história, a era profissional do Toluca começou em 1950, ou seja, 33 anos após sua fundação, tornando-se um dos times fundadores do time mexicano Segunda Divisão, e a terceira equipe com mais temporadas na Primeira Divisão Mexicana. É juntamente com Cruz Azul e o Pumas UNAM, um dos clubes do atual circuito máximo que desde a sua ascensão ou aparecimento, não desceram ou estiveram ausentes do circuito máximo. Seu recorde acumulado o posiciona como o quarto time de maior sucesso no futebol mexicano, com um total de 19 títulos oficiais.
É considerado o time dos anos 2000 do futebol mexicano, sendo o maior vencedor deste com quatro títulos.

## História
Liderados pelo empresário Román Ferrat e pelo fazendeiro de origem alemã Manuel Henkel, o Toluca foi fundado oficialmente em 12 de fevereiro de 1917. Seu uniforme original era camisa branca e calção azul. A cor vermelha foi adotada em 1929 e, três anos depois, foi abandonado o azul. Como era uma equipe amadora do interior, o clube disputou durante muito tempo apenas o campeonato regional do estado de México ou realizava alguns amistosos com times mais tradicionais da Cidade do México ou de Guadalajara.
Em 1951, o Toluca juntou-se a outros clubes do México para criara a segunda divisão do futebol do país. A partir dali, o clube pôde participar de competições em nível nacional e, três temporadas depois, obteve o acesso a elite do futebol mexicano. Para celebrar sua estreia na primeira divisão em 1954, os dirigentes contrataram uma mascote, que entrou em campo vestida de diabo, e o apelido "diabos vermelhos" pegou. Em 1956, veio a conquista do primeiro título de expressão, a Copa México, seguido por dois vice-campeonatos nacionais consecutivos nas temporadas 1956/57 e 1957/58.
No início da década de 1960, o Toluca foi comprado por Nemesio Díez, dono do Grupo Modelo, fabricante da tradicional cerveja Corona. Com os investimentos do empresário, o clube chegou ao inédito título do Campeonato Mexicano na temporadas 1966/67 - e repetiu o feito em 1967/68. Ainda em 1968, conquistou pela primeira vez a Copa dos Campeões da Concacaf. O terceiro nacional passou perto na temporada 1970/71, quando os "diabos vermelhos" foram  vice-campeões. Na temporada 1974/75, contudo, eles conquistaram o título.
Contudo, o Toluca passaria mais de duas décadas sem conquistas e, em algumas temporadas, fez campanhas apenas para não ser rebaixado. A má fase terminou com a contratação do atacante paraguaio José Cardozo, em 1995, que ajudou a recolocar o clube na disputa por títulos. Os "diabos vermelhos" venceram os Torneios de Verão de 1998, 1999 e 2000 e o Apertura-2002. Na Copa dos Campeões da Concacaf, a equipe perdeu pela primeira vez a final de 1998, mas faturou o seu segundo caneco em 2003.
Já sem o ídolo paraguaio e comandado pelo técnico argentino Américo Gallego, o Toluca conquistou o Apertura novamente em 2005, seu oitavo título mexicano. No ano seguinte, um novo vice-campeonato continental, com uma derrota para o rival América. Em 2008, veio a nona conquista nacional, desta vez com uma equipe jovem treinado por José Manuel de la Torre. O último título do Campeonato Mexicano foi em 2010, que igualou o número de conquistas do rival América como o segundo time mais bem-sucedido do país. Em 2014, o clube de Toluca perdeu pela terceira vez em sua história a decisão da Copa dos Campeões da Concacaf.

## Títulos
| Continentais | Continentais                     | Continentais | Continentais                                                                               |
|              | Competição                       | Títulos      | Temporadas                                                                                 |
| ------------ | -------------------------------- | ------------ | ------------------------------------------------------------------------------------------ |
|              | Liga dos Campeões da CONCACAF    | 2            | 1968 e 2003                                                                                |
| Nacionais    |                                  |              |                                                                                            |
|              | Competição                       | Títulos      | Temporadas                                                                                 |
|              | Campeonato Mexicano              | 11           | 1966-67, 1967-68, 1974-75, 1998-V, 1999-V, 2000-V, 2002-A, 2005-A, 2008-A, 2010-A e 2025-C |
|              | Copa do México                   | 2            | 1955-56 e 1988-89                                                                          |
|              | Campeón de Campeones             | 5            | 1966-67, 1967-68, 2002-03, 2005-06 e 2025                                                  |
|              | Campeonato Mexicano - 2ª Divisão | 1            | 1952-53                                                                                    |

V: Torneio de Verão
A: Torneio Apertura
C: Torneio Clausura
 Campeão Invicto

## Campanhas de destaque
- Copa Interamericana: 2º lugar - 1968
- Copa dos Campeões da CONCACAF: 2º lugar - 1998, 2006 e 2014
- Copa Sul-Americana: 3º lugar - 2006
- InterLiga: 3º lugar - 2005

## Elenco
- Atualizado em 28 de janeiro de 2025.

Legenda
- : Capitão
- : Lesão

## Uniformes

### Uniformes atuais
- 1º - Camisa vermelha, calção e meias vermelhas;
- 2º - Camisa branca, calção e meias brancas;
- 3º - Camisa azul, calção e meias azuis.

| Primeiro | Segundo | Terceiro |

### Uniformes dos goleiros
- Camisa roxa, calção e meias roxas;
- Camisa verde, calção e meias verdes.

| Cores do Time · Cores do Time · Cores do Time · Cores do Time · Cores do Time | Cores do Time · Cores do Time · Cores do Time · Cores do Time · Cores do Time |

### Uniformes anteriores
- 2018-19

| Primeiro | Segundo | Terceiro |

- 2017-18

| Primeiro | Segundo | Terceiro |

- 2016-17

| Primeiro | Segundo | Terceiro |

- 2015-16

| Primeiro | Segundo | Terceiro |

- 2014-15

| Primeiro | Segundo | Terceiro |

- 2013-14

| Primeiro | Segundo | Terceiro |

- 2012-13

| Primeiro | Segundo | Terceiro |

- 2011-12

| Primeiro | Segundo | Terceiro |

- 2010-11

| Primeiro | Segundo | Terceiro |